# Stefan Alexander Rautenberg

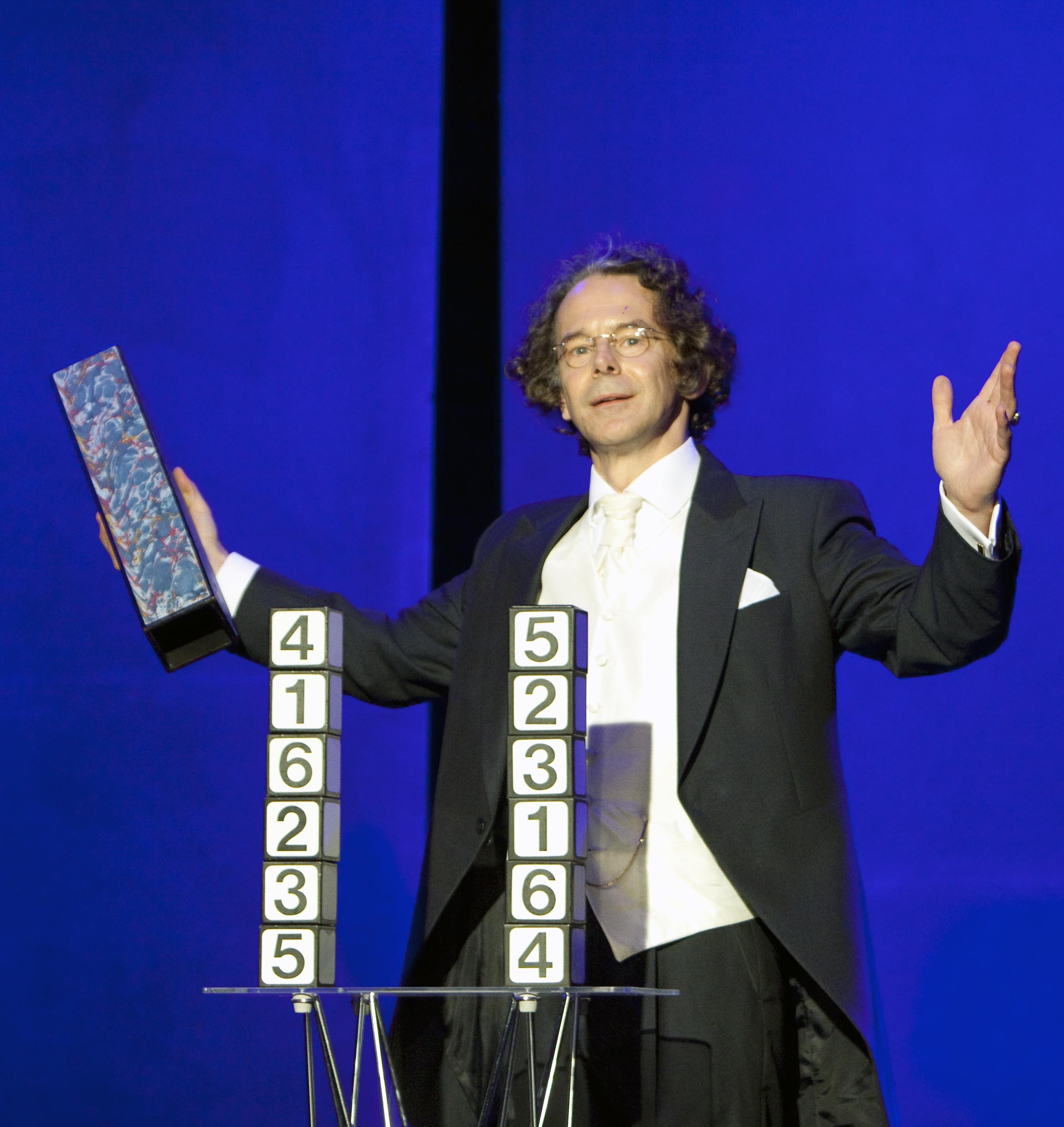
Stefan Alexander Rautenberg

Stefan Alexander Rautenberg (* 8. Juli 1967 in Berlin) ist ein deutscher Zauberkünstler und Autor.

## Leben/Wirken
Nach einer kurzen, erfolgreichen Laufbahn bei einer großen deutschen Bank hat sich Stefan Alexander Rautenberg 1992 als Zauberkünstler selbstständig gemacht. Er knüpft an die Tradition Hofzinsers und Robert-Houdins an. Seine die Kunststücke begleitenden Texte zeichnen sich durch Esprit und feine Ironie aus.
Mit seinem Programm Ich werde getäuscht – also bin ich gastiert er in vielen Theatern des In- und Auslandes. Unter anderem gastierte er mehrmals bei den Hamburger Zaubernächten.
Stefan Alexander Rautenberg war jahrelang und bis zum Tode eng befreundet mit Alexander Adrion. Rautenberg lebt mit seiner Familie in Lich.
2023 wurde Stefan Alexander Rautenberg der Johann-Nepomuk-Hofzinser-Gedächtnisring auf Lebenszeit überreicht.

## Veröffentlichungen
- Das Rautenberg-Buch, Curriculum Artis Magicae, Essays aus der Zeitschrift Magische Welt, 2009–2011, Band 4 von 7 aus der Reihe 70 Jahre Magische Welt, 2020, ISBN 978-3-947289-51-6, 100 Seiten
- Würfel sind eben einfach Bälle – sind bloß eckig, Gespräche mit dem Zauberkönig Günter Klepke, ISBN 978-3-947289-69-1, 212 Seiten
- Und dann kam Adrion, zusammen mit Wittus Witt: Publikation zur gleichnamigen Werkschau im Museum Bellachini, 2023, ISBN 978-3-947289-82-0, 100 Seiten
- Erich Kästner zu Besuch im Zauberladen, in: Hug, Remo und Nicolai, Matthias (Hrsg.), Blick zurück und über die Grenzen, Erich Kästner Jahrbuch, Band 10, Königshausen & Neumann, Würzburg 2022, ISBN 978-3-8260-7774-6

## Artikel (Auswahl)
- Serie: Curriculum Artis Magicae, in: Magische Welt, Heft 1, 58. Jahrgang 2009 bis Heft 6, 59. Jahrgang, 2010
- Serie: Man kann davon leben ..., in: Magische Welt, Heft 5 und Heft 6,  61. Jahrgang, 2010
- Serie: Trouvaillen, in: Magische Welt, Heft 2 und folgende, 72. Jahrgang, 2023